# Tomozawa Takaki
Takaki Tomozawa (sinh ngày 6 tháng 3 năm 1993) là một cầu thủ bóng đá người Nhật Bản.

## Sự nghiệp câu lạc bộ
Takaki Tomozawa đã từng chơi cho YSCC Yokohama.